# リュカ・ディ・レオ
リュカ・ディ・レオ（Lucas Di Leo、1987年2月14日 - ）は、フランスのプロレスラー。モゼル県ティオンヴィル出身。

## 来歴
幼少時代、WWFやWCWといったアメリカのメジャー団体のプロレスを見ていた事からプロレスラーになる事を志す。
2008年10月、ピエール・フォンテーヌがパ＝ド＝カレー県のラヴァンティにて主宰するNWA加盟団体であるICWA（International Catch Wrestling Alliance）にてトレーニングを開始。2009年7月13日、ICWA Fire-Wrestle-Worksにてリュカ・ディ・レオ（Lucas Di Leo）のリングネームでプロレスラーデビューを果たし、キッド・マイクと組んでブラ・パンク & サンダーと対戦した。
2010年5月29日、ドイツのバーデン＝ヴュルテンベルク州を拠点とするRNW（Rhein-Neckar Wrestling）にICWAの同僚であるピーター・フィッシャーと共に参戦した事から9月にフレンチ・フレーバー（French Flavour）なるタッグチームを結成。同月11日、ICWA Cabaret Catch Night 1にてグレッグ・フューリー & フェニックスとNWAヨーロピアンタッグ王座戦を行い勝利して戴冠。
2011年12月16日、ICWAにてICWAヘビー級王座を保持するジョー・レジェンドに挑戦して勝利し、ベルトを奪取した。
2012年8月、アメリカのメジャー団体であるWWEとディベロップメント契約を交わし入団。傘下団体のNXTにて師匠であるピエール・フォンテーヌから肖ったルイス・フォンテーヌ（Louis Fontaine）のリングネームでトレーニングを開始。9月26日、NXTにてエイデン・イングリッシュと組んでライバックとハンディキャップマッチを行うが秒殺負けを喫した。以降、ハウスショーでの出番もないまま11月にWWEから解雇となった。
WWE解雇後、2013年6月にオランダの団体であるPWS（Pro Wrestling Showdown）に出場。10月26日にはPWS Showdown 12にてフィッシャーとフレンチ・フレーバーを再結成した。
2014年3月29日、ベルギーのアントウェルペン州を拠点とするBCWF（Belgian Catch Wrestling Federation）にてWWFで活躍したベテランレスラーであるベルモ・サルバトーレと組んでICWAヨーロピアンタッグ王座を保持するフレンチ・コネクション（ピエール・フォンテーヌ & ディミトリ・ソリオトプロス）と対戦して勝利し、ベルトを奪取した。4月5日、ドイツのノルトライン＝ヴェストファーレン州を拠点とするwXw（Westside Xtreme Wrestling）のDrive of Champions Tourにフィッシャーとのフレンチ・フレーバーで参戦。初参戦ながらwXw世界タッグ王座を保持するホット & スパイシー（アクセル・ディーター・ジュニア & ダ・マック）に挑戦する厚遇を受けて対戦するが最後にフィッシャーがダブルエンズイギリを喰らい敗戦した。5月24日、ICWA Revolution 6にてクリス・ヒーローと対戦。終始臆病な姿勢で逃げ惑う場面があったが最後にヒーローの隙を突くとスモール・パッケージ・ホールドで丸め込み勝利した。10月18日、wXw SlamMania IIにてホット & スパイシーにリベンジマッチによるwXw世界タッグ王座戦を行い、最後にレフェリーの注意を逸らしたところへダ・マックに粉塵攻撃を行い丸め込み勝利し、ベルトを奪取した。wXw世界タッグ王座戴冠後、ゲブルダー・シルト（ボビー・ガンズ & ヴィンセント・ザ・ビースト）やプロスト（マイク・シュワルツ & トビー・ブラント）、スメリアン・デス・スクアッド（マイケル・ダンテ & トミー・エンド）を相手に防衛を成功。
2015年3月8日、wXw 16 Carat Gold 2015にてワールド・キューテスト・タッグチーム（ジョーイ・ライアン & キャンディス・リレイ）と対戦し、最後は2人でキャンディスにダブルスープレックスを見舞い勝利した。5月23日、ICWA Revolution 7にてメイソン・ライアンと対戦し、勝利した。10月2日、wXw World Tag Team Tournament 2015にてwXw世界タッグトーナメントに出場。1回戦で新日本プロレス所属のBULLET CLUB（カール・アンダーソン & ドク・ギャローズ）と対戦し、マジックキラーを決められ敗戦した。

## 得意技
- フレンチーザー

フィニッシャー。ベリー・トゥ・ベリー・フェイススラム
- オールボワール

スピニング・クルシフィクス・トス
- スーパーキック

## 獲得タイトル
wXw
- wXw世界タッグ王座 : 1回

w / ピーター・フィッシャー
ICWA
- ICWAヘビー級王座 : 1回
- ICWAヨーロピアンタッグ王座 : 2回

w / ベルモ・サルバトーレ
- NWAヨーロピアンタッグ王座 : 1回

w / ピーター・フィッシャー

## 入場曲
- Black Violin - Fanfare